# 波洛克庄园

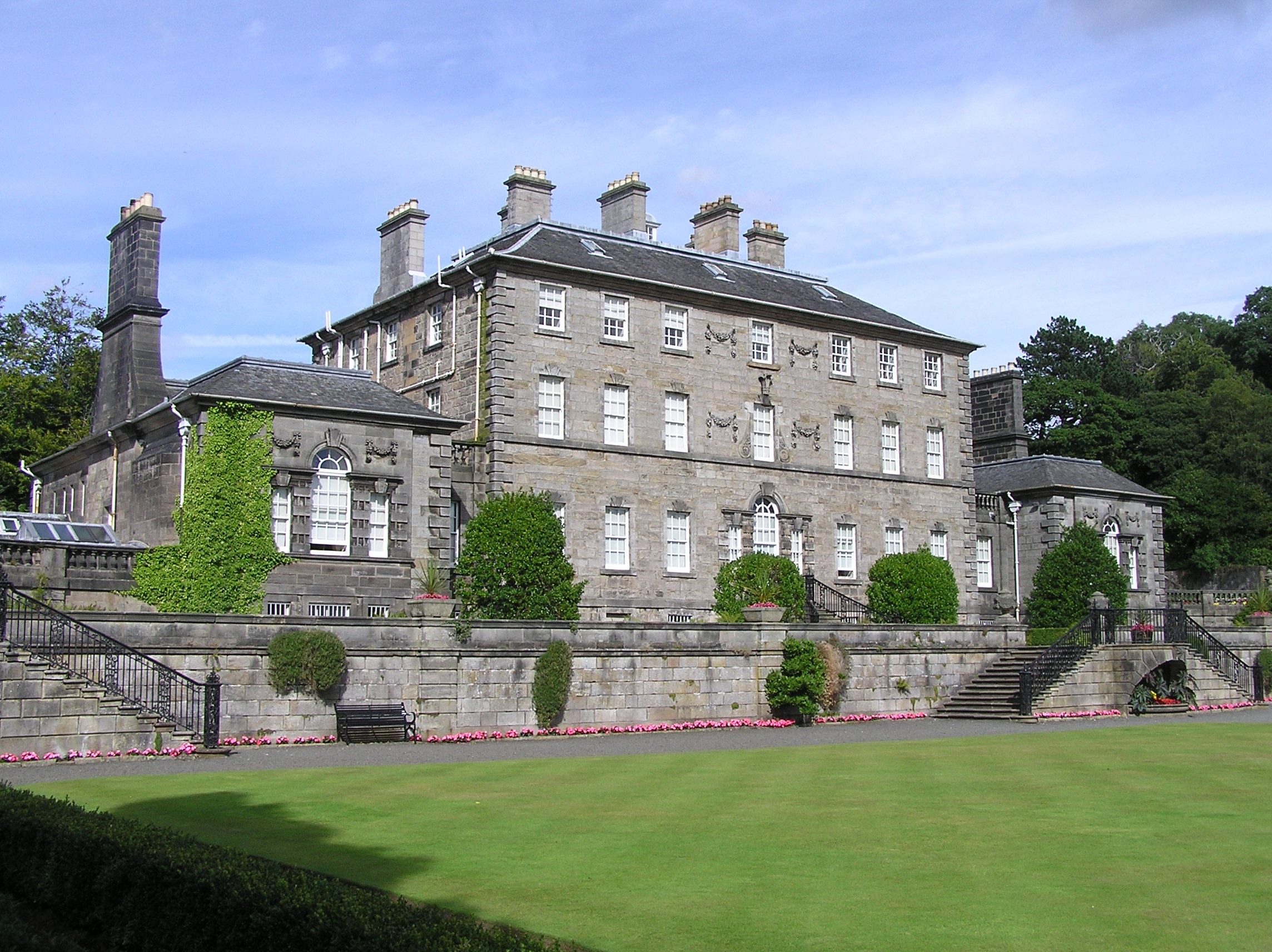
波洛克庄园

波洛克庄园（Pollok House）是麦克斯韦和雅尔丁家族的祖屋，位于苏格兰格拉斯哥的波洛克郊野公园（Pollok Country Park）。
这座房子建于1752年，由建筑师威廉·亚当设计，1899年其内部由亚历山大·亨特·克劳福德现代化。1966年交给格拉斯哥市，向公众开放。

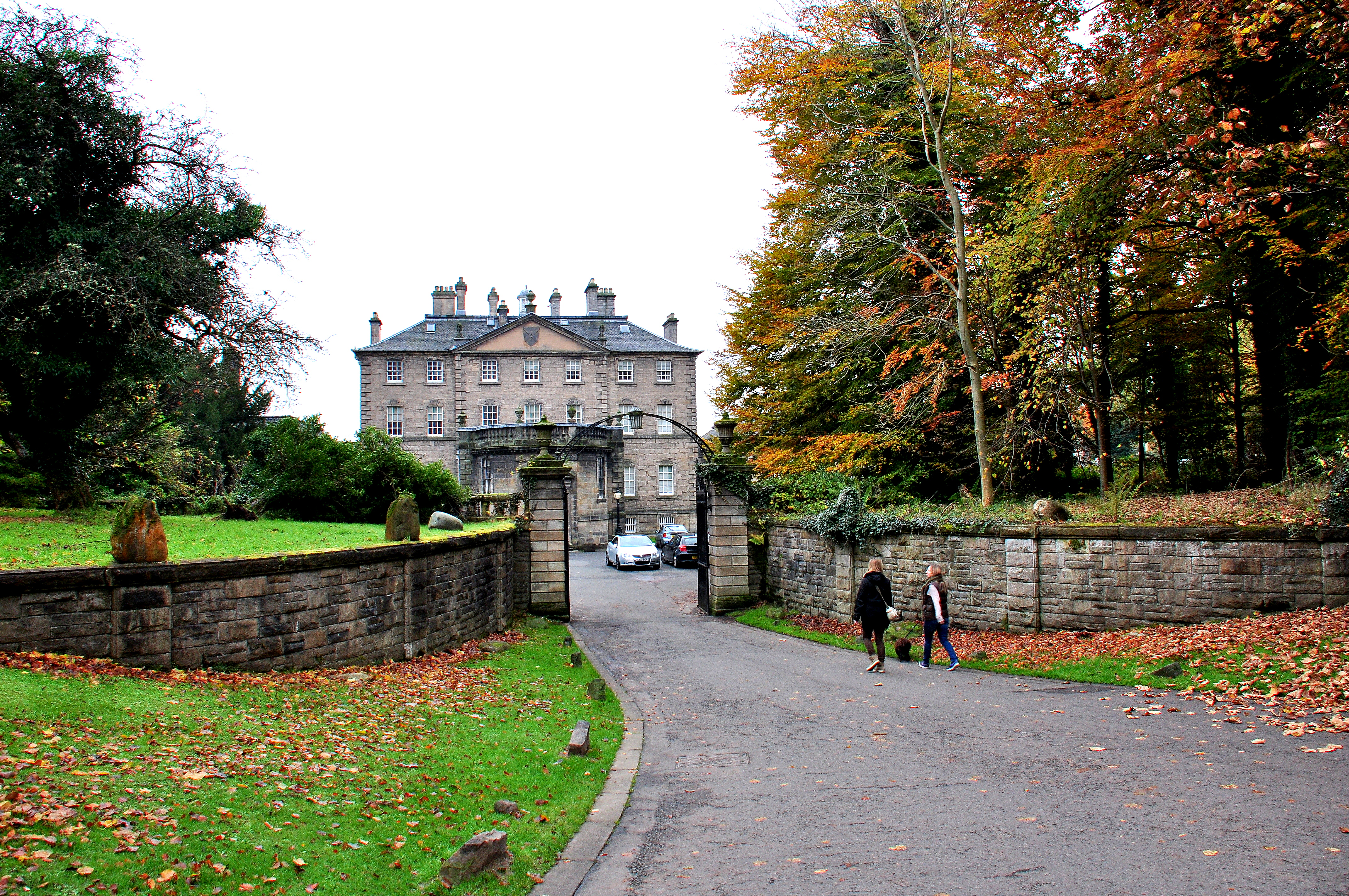

波洛克庄园内部展示了大量私人收藏的西班牙绘画，包括格雷考、弗朗西斯科·戈雅和巴托洛梅·埃斯特萬·牟利羅的作品。还有威廉·布莱克的绘画，以及玻璃，银器，瓷器和古董家具。楼下的服务人员区可免费进入，包括两个商店和一个餐厅。

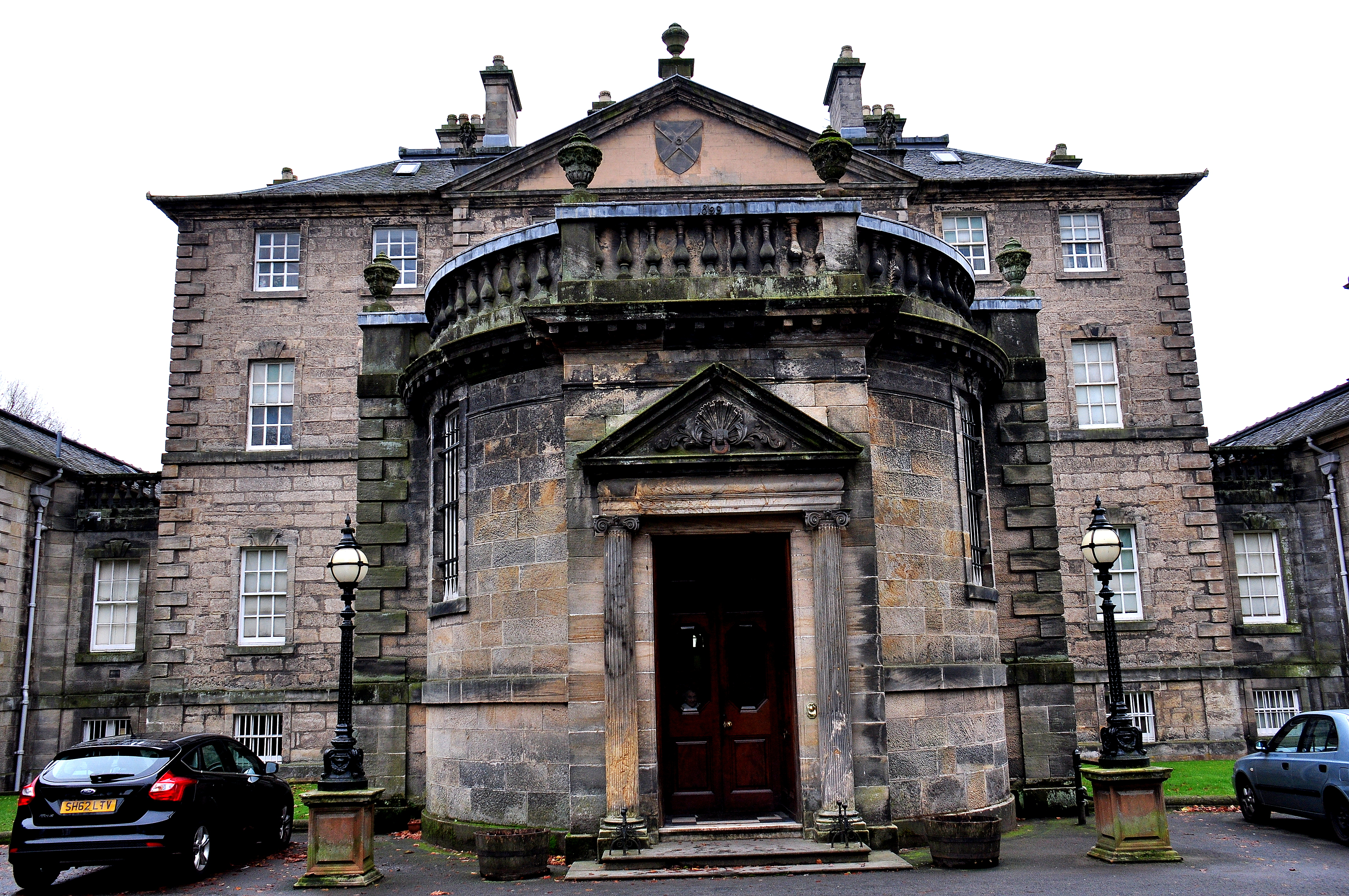
立面

房子还有一个很大的花园，拥有1000多种杜鹃花。主楼后面花园的山毛榉已有250年。这棵树有不寻常的肿胀树干。
1950年，苏格兰雕刻家约翰·马歇尔雕刻了门墩上的狮子纹章。